# 松井敏男
松井敏男(まつい としお）は、元兵庫県交通安全協会会長。警察官僚の天下り団体である交通安全協会の実態を内部からマスコミに暴露したことでも知られる。

## 概要
かつて、松井敏男は交通安全協会について「交通安全のため」「子供たちを交通事故から守るため」などを謳いながら、事業費、すなわち「交通安全」という本来の目的に使われたのは、わずか740万円であり、総支出のうちの20％に過ぎないと主張し、それがTBS系テレビ報道番組で取り上げられた。松井は同番組内で「実際は給与です」と言い切った。
松井の証言の概要（兵庫県交通安全協会のある年度の場合） 
支出2900万の内訳。 
給与：1480万円、福利厚生、退職金：420万円
すなわち、70%が交通安全協会の職員、天下り役員他の給与であり、事業費、すなわち「交通安全」という本来の目的に使われたのは、740万円で全体の20%に過ぎないことが内部から判明した。
こうした報道により、安全協会費の徴収窓口が別個に分けられるなど改善の原動力となった。が、現在でも全国の多くの安全協会の窓口では錯誤を利用したり半強制的、威圧的な対応、個別の声掛けなどの手法により、任意であるはずの交通安全協会費の徴収が依然行われている現状がある。